# Hostěradice

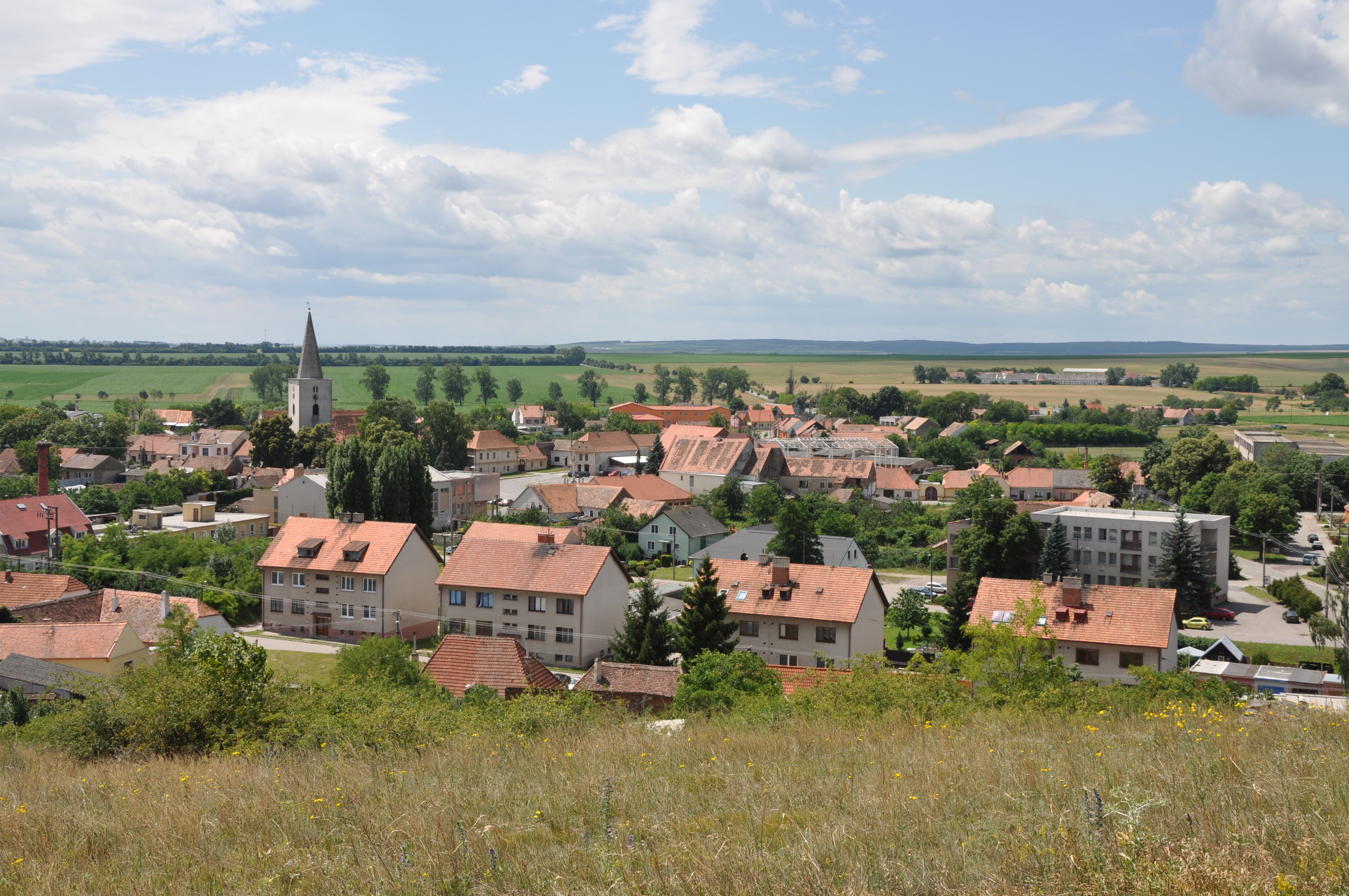
Ortsansicht von Hostěradice im Jahr 2011

Hostěradice (deutsch Hosterlitz) ist eine Gemeinde im Jihomoravský kraj (Region Südmähren) in Tschechien. Hostěradice liegt etwa 18 km nordöstlich der Stadt Znojmo (Znaim).

## Geographie
Hostěradice befindet sich am Míšovický potok am Fuße der Miroslavská hrásť (Mißlitzer Horst) in der Boskowitzer Furche (Boskovická brázda). Nordöstlich erheben sich die Pustina (340 m.n.m.) und der Kozí vrch (328 m.n.m.). Im Ort kreuzt sich die Staatsstraße II/413 zwischen Moravský Krumlov und Znojmo mit der II/400 zwischen Damnice und Zvěrkovice, außerdem zweigt die II/397 nach Jaroslavice ab. Der Ort ist als ein Längsdreiecksanger angelegt.
Die Nachbarortschaften sind Míšovice (Nispitz) im Norden, Pemdorf, Miroslav (Mißlitz) und Václavov im Osten, Kašenec im Südosten, Mackovice und Oleksovice im Süden, Vítonice im Südwesten, Chlupice im Westen sowie Skalice im  Nordwesten.

## Geschichte
Die Anlage des Ortes und die bis 1945 gesprochene „ui“- Mundart (bairisch-österreichisch) mit ihren speziellen Bairischen Kennwörtern weisen auf eine Besiedlung durch bayrische deutsche Stämme hin, wie sie um 1050, aber vor allem im 12/13. Jahrhundert erfolgte. Die erste urkundliche Erwähnung des Ortes war im Jahr 1197 in der Schenkungsurkunde an das Kloster Bruck. Ein Teil des Ortes kam durch König Wenzel I. unter die Herrschaft des Deutschen Ritterordens, welcher im Ort eine Kommende (Niederlassung) errichtete. Auch begann der Orden den Ort zu befestigen. Im Jahre 1308 wurde das Dorf zum Markt ernannt. Das Marktrecht wurde samt neuer Privilegien im Jahre 1371 erneuert.
Im Jahre 1319 tauschte Heinrich von Leipa bei König Johann die Güter Hostraditz und Mispitz gegen Zittau und die Burgen Oybin, Ronow und Schönbuch ein. Vorher verlor der Deutsche Orden seine Kommende, da diese in Verruf gekommen war. In dieser Urkunde wird von „Hostradicz“ geschrieben. Seit dem Jahre 1633 ist der Ort unter der heutigen Schreibweise bekannt. Mitte des 14. Jahrhunderts wurde das Gut mit der Herrschaft Kromau vereint. Im Jahre 1425 wurde der Ort von den Hussiten zerstört, aber wieder aufgebaut. Während der Reformation wurde Hosterlitz lutherisch.
Nach dem Sieg der kaiserlichen Truppen in der Schlacht am Weißen Berg, während des Dreißigjährigen Krieges, wurden alle aufständischen Adligen enteignet. So kam Hosterlitz im Jahre 1625 unter die Herrschaft der Familie Liechtenstein, welche den Ort bis 1912 verwaltete. In der Folge wurde Hosterlitz durch die Gegenreformation wieder katholisch. Der Ort führte seit dem Jahre 1677 Matriken.
Während des Fünften Koalitionskrieges lagerten im Jahre 1809 französische Truppen im Ort. Diese blieben drei Monate und zogen am 12. Oktober ab. Im Deutsch-Österreichischen Krieg, 1866, wurde die Cholera von preußischen Soldaten in Hosterlitz eingeschleppt. 1918 brannten 123 Häuser, Rathaus, Schule, Spital und Pfarrhof nieder.

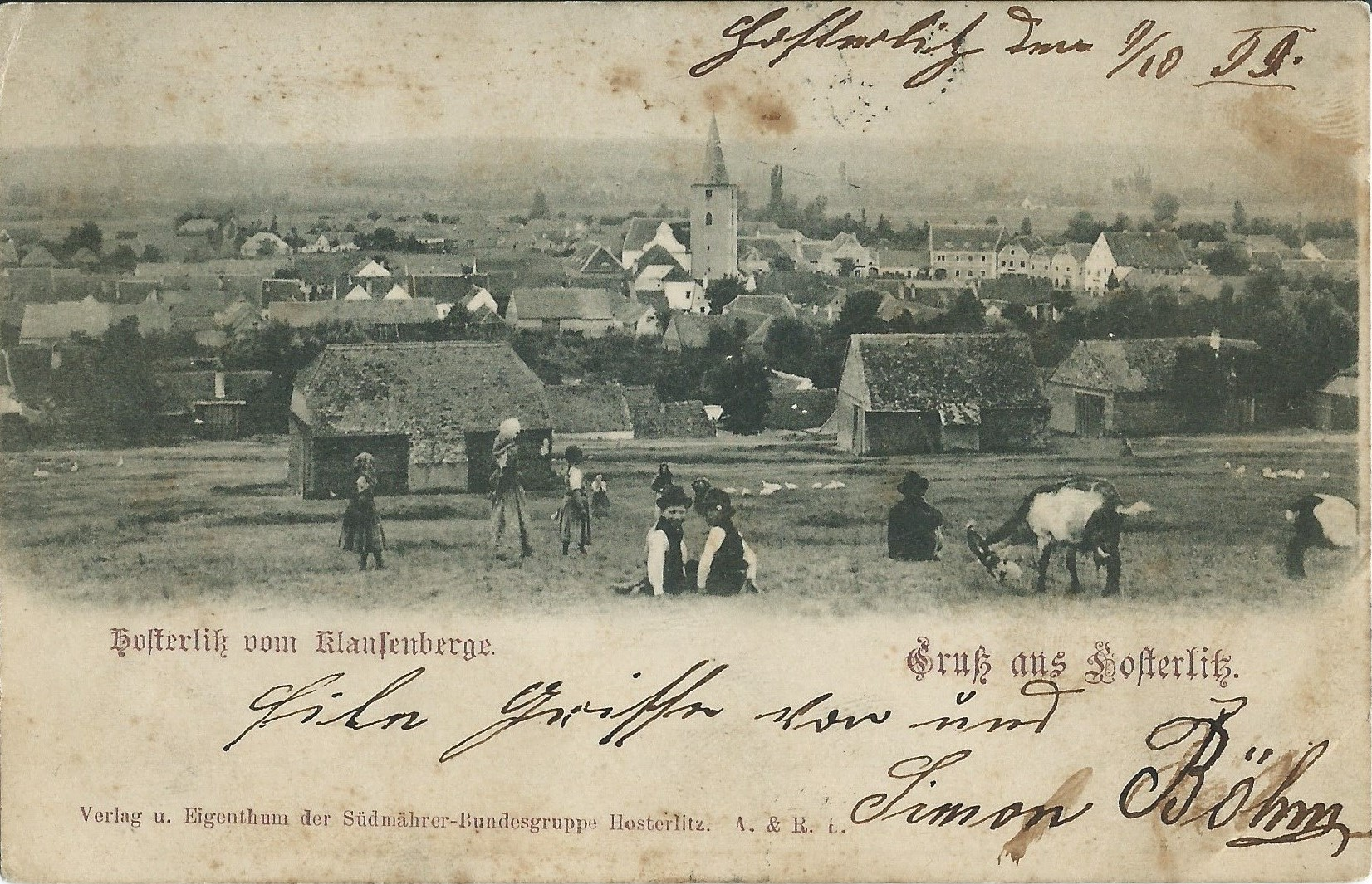
Ansicht von Hostěradice aufgenommen im Jahr 1899 vom Klausenberg

Nach dem Ersten Weltkrieg zerfiel der Vielvölkerstaat Österreich-Ungarn. Der Friedensvertrag von Saint Germain, 1919, erklärte den Ort zum Bestandteil der neuen Tschechoslowakischen Republik. Der Ort war 1910 zu 99,7 % von Deutschsüdmährern bewohnt. In der Zwischenkriegszeit kam es durch neue Siedler und neu ernannte Beamte zu einem vermehrten Zuzug von Personen tschechischer Nationalität. Die Elektrifizierung des Ortes erfolgte im Jahre 1926. Während der Sudetenkrise mussten die Männer von Hosterlitz für das tschechische Militär Schützengräben ausheben. Nach dem Münchner Abkommen im Jahre 1938 gehörte der Ort bis 1945 zum Kreis Znaim im „Reichsgau“ Niederdonau. Einige tschechische Familien verkauften nach dem „Anschluss“ ihre Häuser und gingen nach Böhmen. In der Kriegszeit erlebte die Landwirtschaft, besonders durch den nun freien Absatzweg nach Wien, einen starken Schub. Im Mai 1945 wurden von Wehrmachtsteilen alle Brücken des Ortes gesprengt.

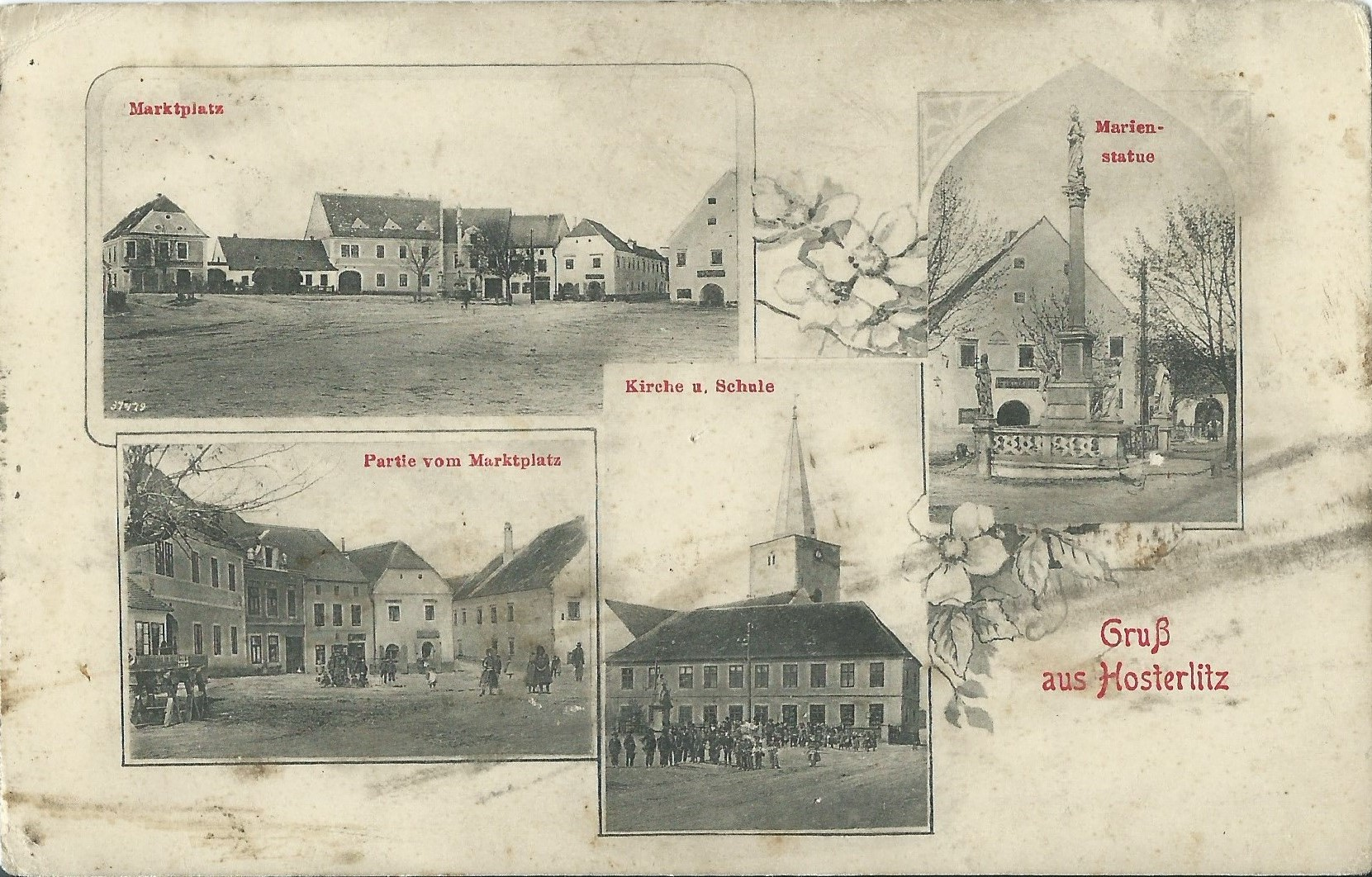
Postkarte mit Straßenszenen aus dem Jahr 1915

Im Zweiten Weltkrieg hatte der Ort 94 Opfer zu beklagen. Nach Kriegsende (8. Mai 1945) wurden die im Münchener Abkommen (1939) an Deutschland übertragenen Territorien, also auch der Ort Hosterlitz im Rückgriff auf den Vertrag von Saint-Germain (1919) wieder der Tschechoslowakei zugeordnet. Der Ort wurde von tschechischen „Partisanen“ (damalige Bezeichnung für die ortsfremde militante Tschechen) übernommen. Dabei kam es bei Ausschreitungen an der deutschen Bevölkerung am 25. Mai zu zwei Ziviltoten. Viele Bewohner flüchteten vor diesen Exzessen über die Grenze nach Österreich, oder wurden wild hinüber getrieben. Bis auf 91 Ortsbewohner wurden die Hosterlitzer 1946 in mehreren Transporten nach Deutschland offiziell zwangsausgesiedelt. Aufgrund der Beneš-Dekrete wurde das Eigentum der deutschen Bevölkerung konfisziert. 

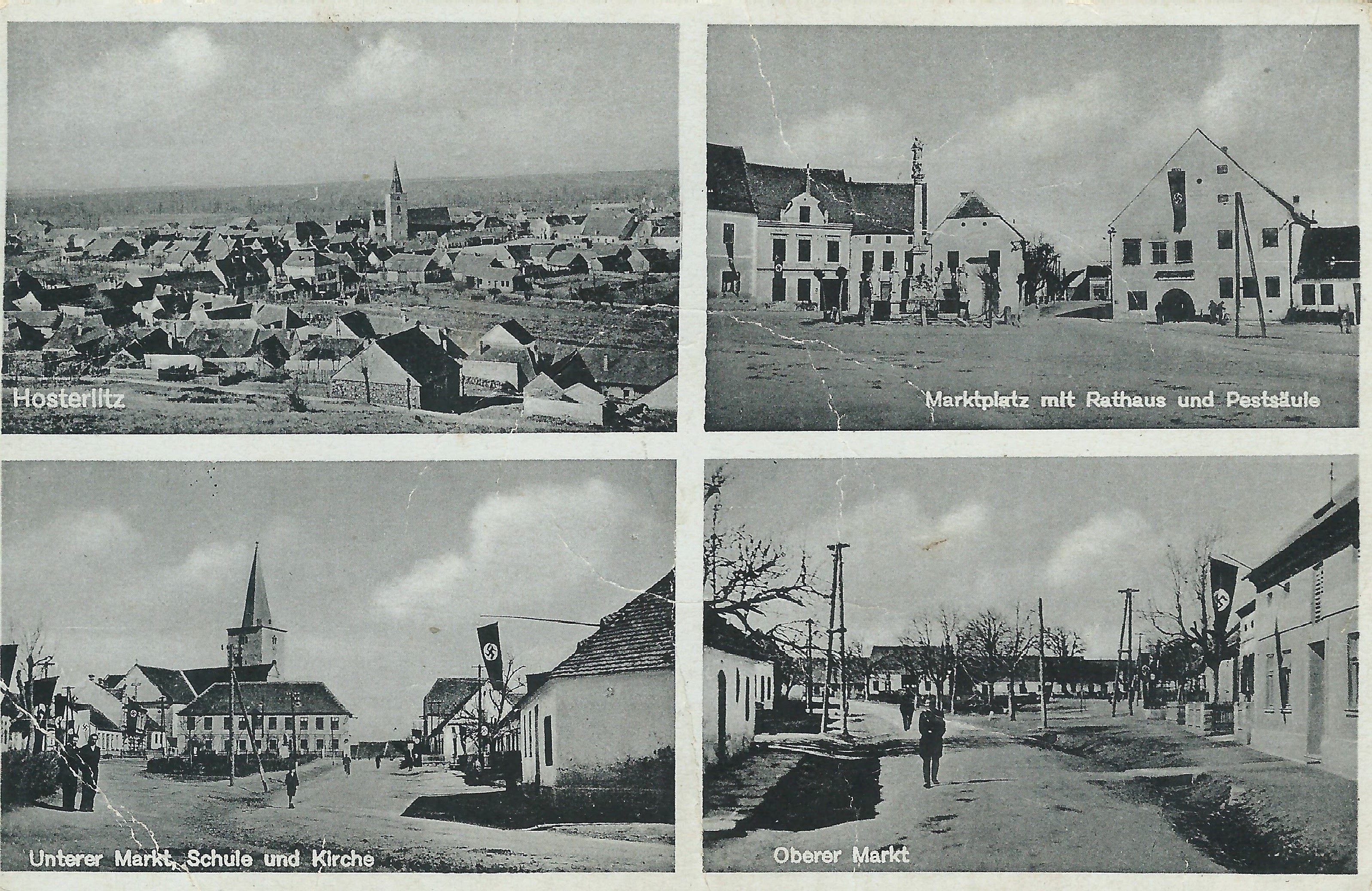
Mehrszenige Ansichtskarte aus dem Jahr 1940 während des Nationalsozialismus

Von den vertriebenen Hosterlitzern verblieben 53 Personen in Österreich, weitere 1.085 in der Bundesrepublik Deutschland (Bayern, Hessen und Baden-Württemberg) sowie 16 Personen in anderen europäischen Ländern. Drei Personen wanderten nach Kanada, zwei in die USA und sechs nach Argentinien aus. 1961 wurden Chlupice und Míšovice eingemeindet.

## Wirtschaft
Bis 1945 besaß der Ort:

eine Mühle, drei Ziegeleien, ein Schotter- und Betonwarenwerk, einen Molkereibetrieb (10.000 l täglich), eine Dampfwäscherei mit Bad, drei Gasthöfe, acht Krämereien, zwei Bäcker, zwei Fleischer, zwei Wagner, einen Binder, drei Schreiner, drei Schmiede, zwei Schlosser, zwei Schneider und drei Schuster.

## Gemeindegliederung
Die Gemeinde Hostěradice besteht aus den Ortsteilen Chlupice (Chlupitz), Hostěradice (Hosterlitz) und Míšovice (Nispitz). Grundsiedlungseinheiten sind Chlupice, Chlupice-u Hostěradic, Hostěradice und Míšovice.
Das Gemeindegebiet gliedert sich in die Katastralbezirke Chlupice, Hostěradice na Moravě und Míšovice.

## Wappen und Siegel
Das älteste bekannte Siegel des Ortes stammte aus dem Jahre 1248, aber es war das Siegel der Niederlassung des Deutschen Ordens. Das älteste Gemeindesiegel dürfte kurz nach der Markterhebung eingeführt worden sein. Es zeigte innerhalb einer Umschrift ein gotisches Spitzschild mit einem Adler darin. Ein ähnliches Siegel aus dem Jahre 1600 zeigt statt des gotischen Schildes ein Barockschild, welches seitlich von Arabesken und oben von drei Blütenstängeln umgeben ist.
Nach 1625 wurde auf dem Barockschild eine Krone abgebildet, welche die Herrschaft der Familie Liechtenstein über Hosterlitz symbolisieren sollte. Im 19./20. Jahrhundert führte der Ort einen bildlosen Gemeindestempel.

## Bevölkerungsentwicklung
| Volkszählung | Einwohner gesamt | Volkszugehörigkeit der Einwohner | Volkszugehörigkeit der Einwohner | Volkszugehörigkeit der Einwohner |
| Jahr         | Einwohner gesamt | Deutsche                         | Tschechen                        | Andere                           |
| ------------ | ---------------- | -------------------------------- | -------------------------------- | -------------------------------- |
| 1880         | 1171             | 1162                             | 9                                | 0                                |
| 1890         | 1301             | 1298                             | 3                                | 0                                |
| 1900         | 1309             | 1288                             | 21                               | 0                                |
| 1910         | 1291             | 1287                             | 3                                | 1                                |
| 1921         | 1258             | 1142                             | 69                               | 47                               |
| 1930         | 1284             | 1169                             | 94                               | 21                               |

## Sehenswürdigkeiten
- Pfarrkirche zur hl. Kunigunde (13. Jahrhundert), Hochaltar um 1780
- Karner (13. Jahrhundert)
- Rathaus (1514)
- Immakulata-Säule mit Statuen des hl Josef, Joachim, Urban und Sebastian (1728)
- Kapelle mit dem gegeißelten Heiland an der Friedhofsmauer
- Kapelle „Zu den drei Brünndeln“
- Kriegerdenkmal
- ein spätgotisches Renaissancehaus mit Runderkern
- Gasthaus mit wappengekrönten Renaissancefenstern aus dem 16. Jahrhundert[16]
- Rathaus (1514/15) mit Säulenhalle

## Brauchtum
Reiches Brauchtum bestimmte den Jahresablauf der 1945/46 vertriebenen deutschen Ortsbewohner:
- Am Fest der Kreuzauffindung (3. Mai) erfolgt alljährlich eine Prozession zum sogenannten Steinkreuz, mit anschließender Andacht.
- Eine Wallfahrt führt nach Lechwitz (13. Juni), zum hl. Antonius.
- Zu Pfingsten eine dreitägige Wallfahrt nach Maria Dreieichen.
- Die Jahrmärkte wurden an den Dienstagen vor Fasching, vor Christi Himmelfahrt, vor Mariä Himmelfahrt, nach dem 12. September und vor dem 25. November abgehalten.[17]

## Söhne und Töchter der Gemeinde
- Jiří Procházka (* 1992), MMA-Kämpfer